# Medaglia commemorativa per il 300º anniversario della Marina Militare Russa
La medaglia commemorativa per il 300º anniversario della Marina Militare Russa (in russo Юбиле́йная меда́ль «300 лет Росси́йскому фло́ту»?, Jubilejnaja medal' «300 let Rossijskomu flotu») è stato un premio statale della Federazione Russa.

## Storia
La medaglia è stata istituita il 10 febbraio 1996 ed è stata abolita il 7 settembre 2010.

## Assegnazione
La medaglia veniva assegnata ai cittadini della Federazione Russa:
- che abbiano prestato servizio nella Marina Militare, nelle Forze Marine del Servizio di frontiera federale della Federazione Russa, se avessero vinto i premi di stato della Federazione russa, a cittadini dell'Unione Sovietica che abbiano impeccabilmente servito sulle navi e nelle posizioni di piloti dell'aviazione navale per dieci anni;
- che siano stati soldati della Marina, che abbiano preso parte ai combattimenti contro gli invasori nazisti e dei militaristi giapponesi nel 1941-1945, ammiragli, generali, ufficiali, funzionari warrant (caporali), ufficiali e marinai che si trovano in pensione, che abbiano prestato servizio nelle Forze Armate dell'URSS, nel Servizio di frontiera federale della Federazione russa, nelle truppe di frontiera del KGB e che abbiano ricevuto onorificenze statali della Federazione Russa o dell'Unione Sovietica e impeccabilmente servito nella Marina Militare, nelle Forze Marine del Servizio di frontiera federale della Federazione russa, la parte marina del confine;
- che abbiano prestato servizio in navi civili di appoggio alla Marina Militare, i marittimi e il personale di ricerca del mare, fiume, pesca, ricerca e flotte di proiezione, che abbiano ricevuto onorificenze statali della Federazione Russa o dell'Unione Sovietica e che abbiano lavorato senza problemi a bordo delle navi per 15 anni o più anni civili;
- progettisti, sviluppatori, membri di istituti di ricerca e di organizzazioni, di istituzioni educative, responsabili di settore centrale della costruzione navale del governo, i lavoratori di base direttamente coinvolti nella costruzione e riparazione di navi e imbarcazioni, che abbiano ricevuto onorificenze statali della Federazione Russa o dell'Unione Sovietica e abbiano lavorato senza problemi sui traffici;
- responsabili di centrale, autorità di bacino, capi di istituti di ricerca e di istituti scolastiche che abbiano ricevuto onorificenze statali della Federazione Russa o dell'Unione Sovietica e che abbiano lavorato senza problemi in questi settori più di 20 anni.

## Insegne
- La  medaglia era di tombac. Sul dritto in rilievo, sullo sfondo in basso a sinistra, trovaemo l'edificio dell'Ammiragliato, al centro, il busto di Pietro il Grande. Lungo il bordo superiore, la scritta in rilievo "300 anni della Marina Russa" (Russo: "300 лет Российскому флоту" ). Sul rovescio, la scritta in rilievo "1696-1996", nella parte inferiore, rami di alloro e di quercia intorno all'immagine di ancore incrociate a rappresentare i mari e i fiumi.
- Il  nastro era bianco con due fasce blu.